# السفينة (كوكبة)

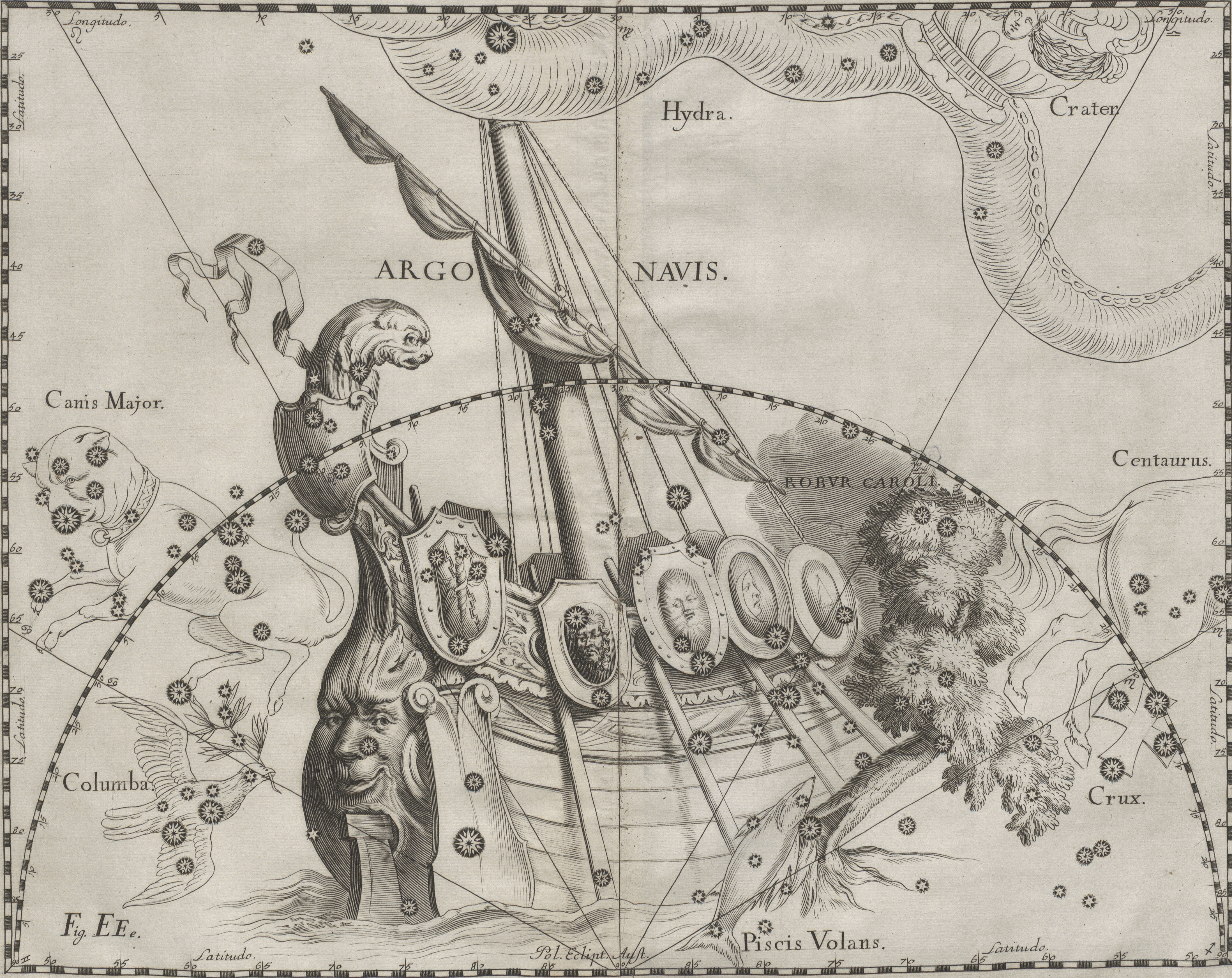
كوكبة السفينة للرسام يوهانيس هيفليوس

كوكبة السفينة نجوم بعضها نير تطلع بعد الفرود والعذارى وليست ببعيدة منها. ونجوم السفينة كثيرة ومتقاربة وتدور قريبا من قطب الجنوب، حيث يكون طلوعها من الجنوب الشرقي ولا ترتفع في الأفق كثيرا ثم تغيب في الجنوب الغربي.
قال أبي الحسن عبد الرحمن بن عمر الرازي المعروف بالصوفي: